# Drilonereis intermedia
Drilonereis intermedia är en ringmaskart som beskrevs av Grube 1878. Drilonereis intermedia ingår i släktet Drilonereis och familjen Oenonidae. Inga underarter finns listade i Catalogue of Life.